# Juan José Martínez Escalzo
Juan José Martínez Escalzo (ur. 18 lutego 1704 w Sesma, zm. 6 grudnia 1773) – hiszpański duchowny rzymskokatolicki, w latach 1765-1773 biskup Segowii.

## Życiorys
5 czerwca 1765 został mianowany biskupem Segowii. Sakrę biskupią otrzymał 11 sierpnia 1765.